# Toxorhynchites pusillus
Toxorhynchites pusillus är en tvåvingeart som först beskrevs av Lima 1931.  Toxorhynchites pusillus ingår i släktet Toxorhynchites och familjen stickmyggor. Inga underarter finns listade i Catalogue of Life.